# Dactylomys dactylinus
Амазонський бамбуковий щур (Dactylomys dactylinus) — вид гризунів родини Голчастих щурів, який мешкає у басейні Амазонки: в Колумбії, Еквадорі, Перу, Болівії й західній Бразилії.

## Поведінка
Цей нічний, деревний вид значною мірою пов'язаний з багатошаровими тропічними вічнозеленими лісами. Соціальний, може утворювати сімейні групи. Харчується зеленим листям та пагонами різноманітних рослин, особливо бамбука. Присутній в первинних і вторинних лісах, часто поблизу річок і озер. Віддає перевагу областям густої рослинності і займає середній та верхній шари лісу. Його площа життя може становити до 0,43 га.

## Морфологія
Морфометрія. Довжина голови й тіла: 280—330, хвоста: 345—437, задньої лапи: 50–65, вух: 15–22, вага 600—700 г. 
Опис. Це великий гризун із затупленою мордочкою. Вуха маленькі, верхня губа більша нижньої, вуса довгі. На спині волосся довге й м'яке без щетини, колір жовтий, що перемежовуються з чорно-оливковим, темніший до середньої лінії спини. Область живота білувата. Боки блідіші, сірувато-жовтого кольору. Забарвлення голови варіює від сірого до світло-коричневого, часто із малопомітною темною плямою між очима і вухами і блідішими плямами над ними. На маківці й верхній частині шиї зазвичай волосся чорно-коричневе. Задні сторони стегон і початок хвоста червонувато-жовтого кольору. Хвіст товстий, на початку волохатий, але голий і лускатий на решті довжини. Кінцівки мають довгі пальці, на яких нігті, а не кігті. Кожен середній палець відділений простором від сусідніх. 